# Erich Preuß
Pour les articles homonymes, voir Preuß.
Erich Preuß (né le 26 février 1940 à Zittau et mort le 3 avril 2014 à Berlin,) est un cheminot allemand, journaliste technique et auteur de non-fiction.

## Biographie
À l'époque de la RDA, Erich Preuß travaille comme ouvrier qualifié pour la Reichsbahn allemande, dont près de 15 années en tant que répartiteur de train à Cottbus et Zittau. Il étudie l'ingénierie de la circulation et le droit et obtient un diplôme en droit,. Plus tard, il travaille comme rédacteur du journal ferroviaire Fahrt frei
Depuis la fin des années 1970, Erich Preuß publie de nombreux ouvrages spécialisés sur le thème des chemins de fer, certains d'entre eux avec son frère jumeau Reiner (de). Il se concentre d'abord sur divers chemins de fer à voie étroite d'Allemagne de l'Est, puis, après la réunification allemande, écrit plusieurs livres sur les accidents ferroviaires - dont une monographie sur l'accident de l'ICE à Eschede - et travaille sur Der Reichsbahn-Report: 1945–1993. Tatsachen, Legenden, Hintergründe (1993) racontant l'histoire de l'ancienne entreprise publique de la RDA. En collaboration avec Karlheinz Hartung, il écrit la Chronik deutsche Eisenbahnen 1835–1995 (1996) et s'intéresse à l'histoire de l'exploitation des trains électriques en Allemagne (Züge unter Strom, 1998). En plus de ses travaux sur l'histoire du chemin de fer en Allemagne, Preuß publie depuis le milieu des années 1990 plusieurs ouvrages qui examinent divers aspects de la technologie des systèmes ferroviaires et de l'exploitation ferroviaire.
Après le tournant du millénaire, il publie trois livres dans lesquels il traite de l'histoire et du développement des chemins de fer fédéraux allemands et de son successeur, la Deutsche Bahn : Die zerrissene Bahn 1990–2000 (2001), Eisenbahnunfälle bei der Deutschen Bahn et Bahn im Umbruch (tous deux 2004). Preuß écrit également une biographie de l'ingénieur anglais et principal fondateur du système ferroviaire, George Stephenson, qui est publiée en 1987.
Preuß publie la plupart de ses livres chez Transpress Verlag (de), certains chez GeraMond Verlag (de). Il est également l'éditeur des recueils à feuillets mobiles publiés par GeraMond-Verlag, Munich : Das war die DR, Deutsche Reichsbahn. Das große Archiv des DDR-Schienenverkehrs und Das große Archiv der deutschen Bahnhöfe. Preuß est un contributeur régulier du magazine ferroviaire Bahn Extra (de) et écrit également sur des sujets ferroviaires pour le quotidien socialiste Neues Deutschland
Erich Preuß vit et travaille à Berlin, où il décède le 3 avril 2014.

## Publications
- Die Spreewaldbahn (de). Transpress, Berlin 1979 (westdeutsche Lizenzausgabe in der Reihe Kleine Verkehrs-Geschichte bei Alba, Düsseldorf 1979 – mehrere Auflagen, zuletzt überarbeitete und aktualisierte Neuausgabe unter dem Titel Alles über die Spreewaldbahn. Transpress, Stuttgart 2010,  (ISBN 978-3-613-71390-1).
- zusammen mit Reiner Preuß (de): Schmalspurbahnen der Oberlausitz. In der Reihe Transpress-Verkehrsgeschichte. Transpress, Berlin 1980.
- zusammen mit Reiner Preuß: Schmalspurbahnen in Sachsen. Ein Jahrhundert Eisenbahngeschichte. Transpress, Berlin 1983 (westdeutsche Lizenzausgabe bei Alba, Düsseldorf 1983,  (ISBN 3-87094-091-3) – mehrere Auflagen, zuletzt als von Reiner Preuß überarbeitete und aktualisierte Neuausgabe unter dem Titel Alles über Schmalspurbahnen in Sachsen. Transpress, Stuttgart 2012,  (ISBN 978-3-613-71440-3).
- zusammen mit Reiner Preuß: Lexikon Erfinder und Erfindungen: Eisenbahn. Transpress, Berlin 1986,  (ISBN 3-344-00053-5) (Lizenzausgabe für die Bundesrepublik Deutschland, Berlin (West), Österreich und die Schweiz bei von Decker, Heidelberg 1986,  (ISBN 3-7685-2586-4).
- George Stephenson. Band 88 der Reihe Biographien hervorragender Naturwissenschaftler, Techniker und Mediziner. Teubner, Leipzig 1987,  (ISBN 3-322-00419-8).
- zusammen mit Klaus Jünemann: Schmalspurbahnen zwischen Spree und Neiße. In der Reihe Transpress-Verkehrsgeschichte. Transpress, Berlin 1985 (Neuausgabe unter dem Titel Alles über Schmalspurbahnen zwischen Spree und Neiße. Transpress, Stuttgart 2011,  (ISBN 978-3-613-71416-8).
- zusammen mit Reiner Preuß: Sächsische Staatseisenbahnen. Transpress, Berlin, und Motorbuch-Verlag, Stuttgart 1991,  (ISBN 3-344-70700-0).
- Eisenbahnunfälle in Europa. Tatsachen, Berichte, Protokolle. Transpress, Berlin 1991,  (ISBN 3-344-70716-7).
- Tragischer Irrtum. Eisenbahnunfälle der 80er Jahre. Transpress, Berlin 1993,  (ISBN 3-344-70772-8).
- Der Reichsbahn-Report: 1945–1993. Tatsachen, Legenden, Hintergründe. Transpress, Berlin 1993,  (ISBN 3-344-70789-2).
- Brandenburg, Mecklenburg-Vorpommern. In der Reihe Archiv deutscher Klein- und Privatbahnen. Transpress, Berlin 1994,  (ISBN 3-344-70906-2).
- zusammen mit Hans-Dieter Rammelt und Günther Fiebig: Geschichte der Klein- und Privatbahnen. Entwicklung, Bau, Betrieb. In der Reihe Archiv deutscher Klein- und Privatbahnen. Transpress, Berlin 1995,  (ISBN 3-344-71007-9).
- zusammen mit Karlheinz Hartung: Chronik deutsche Eisenbahnen 1835–1995. Transpress, Stuttgart 1996,  (ISBN 3-344-71038-9).
- zusammen mit Reiner Preuß: Schmalspurbahnen in Mecklenburg-Vorpommern und Brandenburg. In der Reihe Archiv deutscher Klein- und Privatbahnen. Transpress, Stuttgart 1996,  (ISBN 3-344-71023-0).
- Stellwerke deutscher Eisenbahnen. Technik und Bauwerk. In der Reihe Verkehrsgeschichte. Transpress, Stuttgart 1996,  (ISBN 3-344-71025-7).
- Reise ins Verderben. Eisenbahnunfälle der 90er Jahre. Transpress, Stuttgart 1997,  (ISBN 3-613-71058-7).
- Die Bayerische Zugspitzbahn und ihre Seilbahnen. In der Reihe Verkehrsgeschichte. Transpress, Stuttgart 1997,  (ISBN 3-613-71054-4).
- Züge unter Strom. Die Geschichte des elektrischen Zugbetriebes in Deutschland. GeraMond, München 1998
- Signale deutscher Eisenbahnen. In der Reihe Verkehrsgeschichte. Transpress, Stuttgart 1998,  (ISBN 3-613-71072-2).
- Kursbuch des Schreckens. Eisenbahnunfälle der 80er und 90er Jahre. Transpress, Stuttgart 1998,  (ISBN 3-613-71093-5) – vereint die zuvor einzeln erschienenen Bände Tragischer Irrtum. Eisenbahnunfälle der 80er Jahre und Reise ins Verderben. (Eisenbahnunfälle der 90er Jahre).
- Eschede, 10 Uhr 59. Die Geschichte einer Eisenbahn-Katastrophe. GeraNova-Zeitschriftenverlag, München 1998,  (ISBN 3-932785-21-5).
- zusammen mit Andreas Butter und Hans-Joachim Kirsche: Berlin Ostkreuz. Die Drehscheibe des S-Bahn-Verkehrs. GeraMond, München 2000,  (ISBN 3-932785-24-X).
- Eisenbahner. Ein Traumberuf im Wandel der Zeiten. GeraMond, München 2000,  (ISBN 3-932785-97-5).
- Eisenbahn-Attentate. Anschläge, Erpressungen, Sabotage. Transpress, Stuttgart 2000,  (ISBN 3-613-71145-1).
- Wendezüge. In der Reihe Verkehrsgeschichte. Transpress, Stuttgart 2001,  (ISBN 3-613-71165-6).
- zusammen mit Hans-Joachim Kirsche: Wunderwelt der Eisenbahn. Superlative, Rekorde, Kuriositäten. GeraMond, München 2001,  (ISBN 3-932785-99-1).
- Die Niederbarnimer Eisenbahn (de). Von Berlin ins Heidekraut. In der Reihe Verkehrsgeschichte. Transpress, Stuttgart 2001,  (ISBN 3-613-71150-8).
- Die zerrissene Bahn 1990–2000. Tatsachen, Legenden, Hintergründe. Transpress, Stuttgart 2001,  (ISBN 3-613-71154-0).
- Eisenbahnunfälle bei der Deutschen Bahn. Ursachen, Hintergründe, Konsequenzen. Transpress, Stuttgart 2004 (vollständig überarbeitete und aktualisierte Neuausgabe ebenda 2008,  (ISBN 978-3-613-71347-5).
- Bahn im Umbruch. Tatsachen – Hintergründe – Konsequenzen. Transpress, Stuttgart 2004,  (ISBN 3-613-71244-X).
- Der Reichsbahn-Report Teil 2. Transpress, Stuttgart 2005,  (ISBN 3-613-71258-X)
- So funktionieren Eisenbahn-Signalsysteme. Transpress, Stuttgart 2005,  (ISBN 978-3-613-71267-6).
- So funktionieren Eisenbahn-Stellwerke. Transpress, Stuttgart 2007,  (ISBN 978-3-613-71307-9).
- Berlin Hauptbahnhof . Transpress, Stuttgart 2006 (vollständig überarbeitete und aktualisierte Neuausgabe ebenda 2007,  (ISBN 978-3-613-71318-5).
- So funktioniert der Eisenbahnbetrieb. Transpress, Stuttgart 2008,  (ISBN 978-3-613-71334-5).
- zusammen mit Reiner Preuß: Die Chronik der Deutschen Reichsbahn 1945–1993. Eisenbahn in der DDR. GeraMond, München 2009,  (ISBN 978-3-7654-7094-3).
- So funktioniert ein Bahnhof. Transpress, Stuttgart 2009,  (ISBN 978-3-613-71371-0).
- Deutsche Eisenbahnen 1835 bis heute. Transpress, Stuttgart 2010,  (ISBN 978-3-613-71380-2).
- 100 legendäre Bahnhöfe. Transpress, Stuttgart 2010,  (ISBN 978-3-613-71389-5).
- Eisenbahner vor Gericht. Eisenbahnunfälle. Transpress, Stuttgart 2011,  (ISBN 978-3-613-71403-8).
- Beruf Lokführer. Transpress, Stuttgart 2011,  (ISBN 978-3-613-71414-4).
- zusammen mit Reiner Preuß: Deutsche Reichsbahn intern. Geheime Akten, brisante Tatsachen. GeraMond, München 2011,  (ISBN 978-3-86245-109-8).
- Stellwerke deutscher Eisenbahnen. Seit 1870. In der Reihe Typenkompass. Transpress, Stuttgart 2012,  (ISBN 978-3-613-71445-8).
- Signale deutscher Eisenbahnen. Seit 1920. In der Reihe Typenkompass. Transpress, Stuttgart 2012,  (ISBN 978-3-613-71426-7).
- zusammen mit Lothar Schultz: Alles über den Molli. Transpress, Stuttgart 2013,  (ISBN 978-3-613-71454-0).
- Der neue Eisenbahnführer Deutschland. Ostdeutschland. GeraMond, München 2013,  (ISBN 978-3-86245-162-3).
- Reichsbahnreport – Zwischen Ideologie und Wirklichkeit. Transpress, Stuttgart 2015,  (ISBN 3-613-71516-3) (umfasst Band 1 und 2)